# Marzatore
Il Marzatore è un corso d'acqua del basso Appennino bolognese, affluente di sinistra del torrente Samoggia.

## Descrizione
Nasce dalle colline poste ad est di Castello di Serravalle e scorre dapprima verso nord, quindi verso nord-est. La sua valle, inizialmente stretta fra le basse alture, è a tratti circondata da boschi: qui convergono piccoli corsi d'acqua che, soltanto nelle stagioni piovose, accrescono la portata del Marzatore. Nel suo tratto finale, invece, la valle, posta tra i colli di Montebudello a sinistra e quelli del Parco regionale dell'Abbazia di Monteveglio a destra, si allarga ed è più intensamente coltivata. Dopodiché il rio, non appena esce dalla zona collinare, si getta nel Samoggia.

## L'Acqua salata

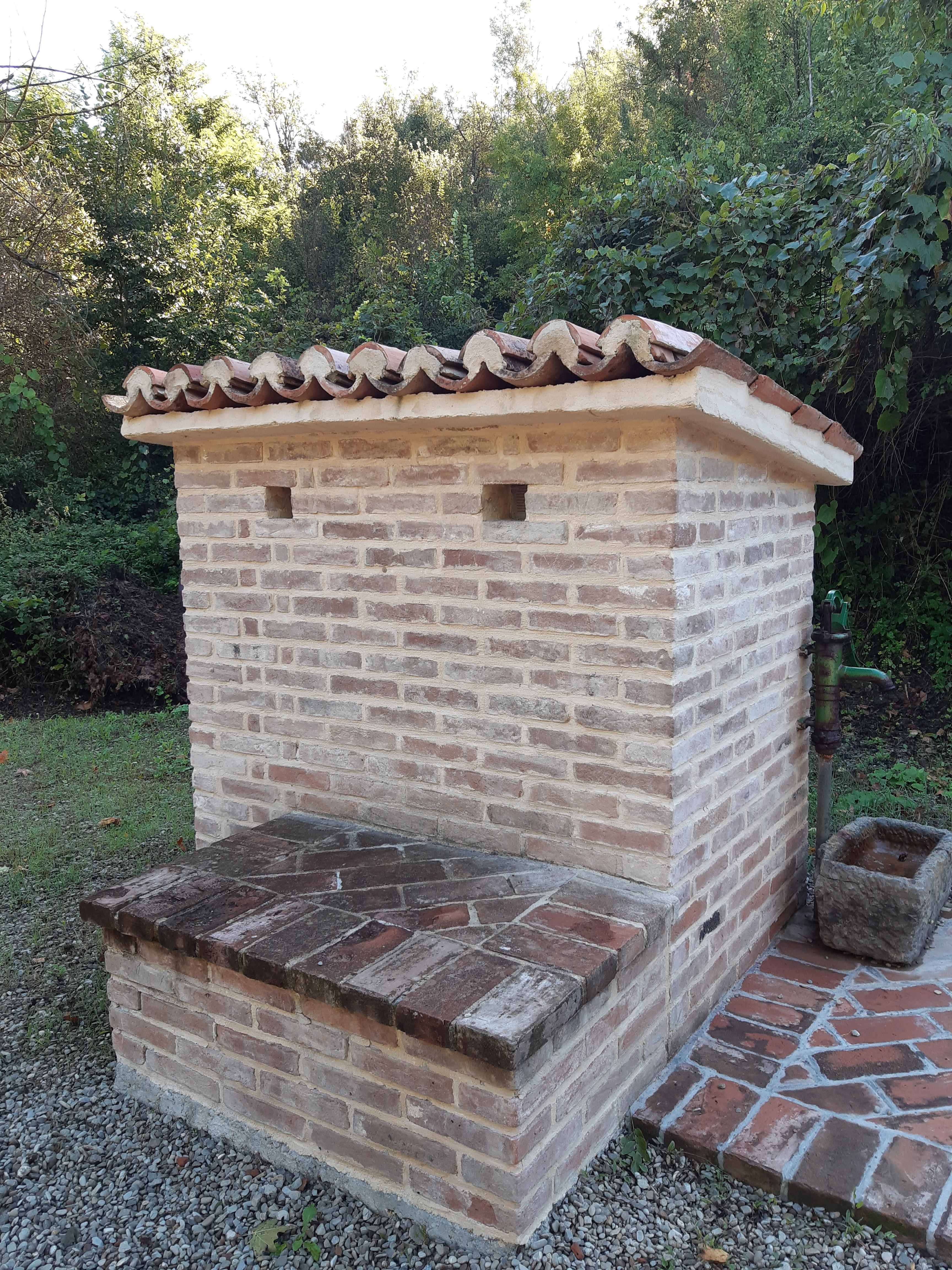
La sorgente al giorno d'oggi

Lungo il corso del rio si trova una sorgente di acqua salata, che già nell'antichità era nota per le proprietà curative e, al principio del XX secolo, divenne meta di turismo termale. La singolare caratteristica di quest'acqua è dovuta al fatto che in Età Pliocenica il sito, così come tutta l'attuale Pianura Padana, era sommerso dal mare; quando questo si ritirò, l'acqua rimase imprigionata fra le argille fino alla nostra epoca.